# Socarnes erythrophthalmus
Socarnes erythrophthalmus är en kräftdjursart som beskrevs av Robertson 1892. Socarnes erythrophthalmus ingår i släktet Socarnes och familjen Lysianassidae. Inga underarter finns listade i Catalogue of Life.